# Cordia sinensis
Espèce
Classification phylogénétique
Cordia sinensis est une espèce de plante du genre Cordia et de la famille des boraginacées présente de l'Afrique australe au Sahel et au Moyen-Orient.